# Mario Bruneau
Pour les articles homonymes, voir Bruneau.

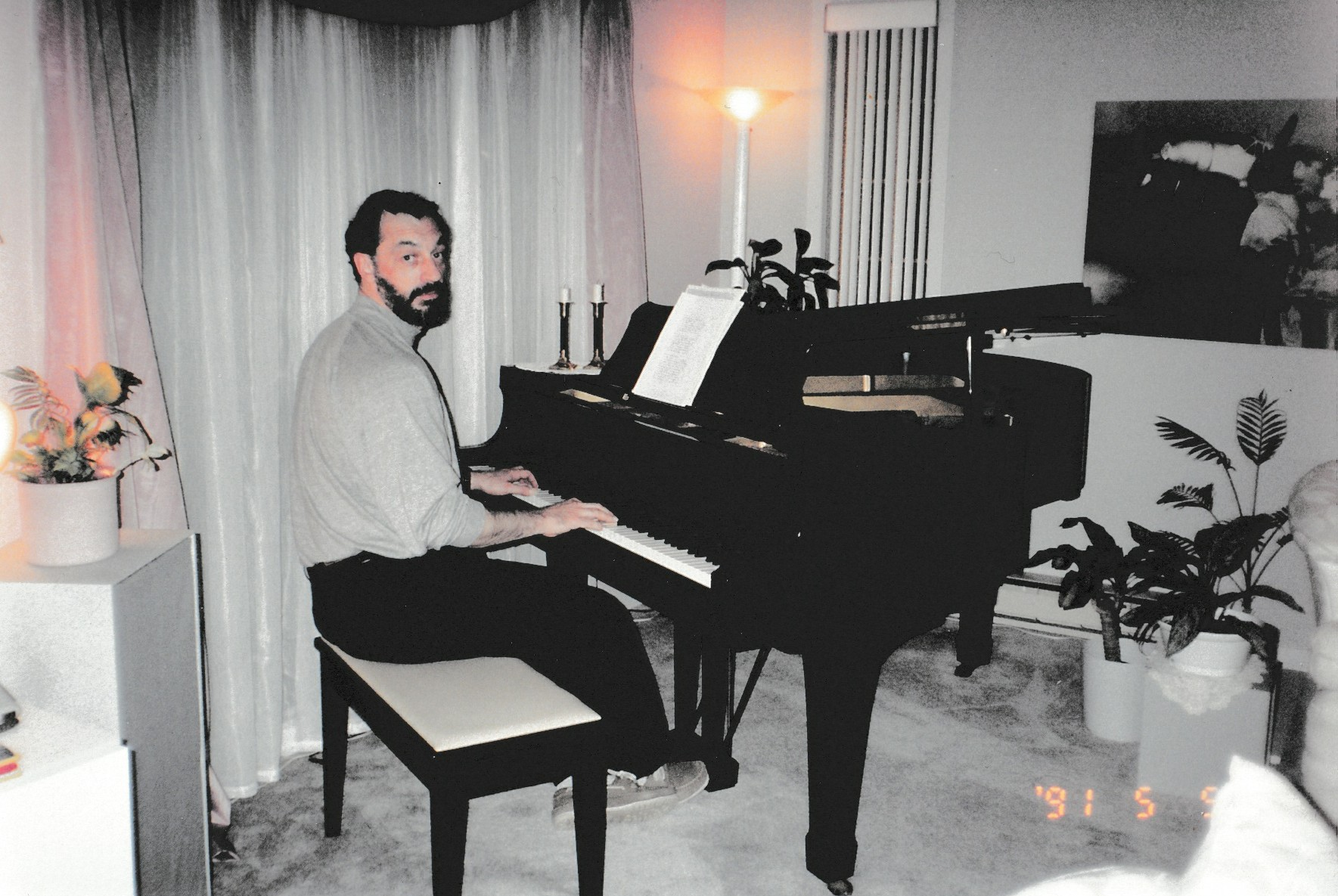
Mario Bruneau en 1991.

Mario Bruneau est un musicien, guitariste, clavieriste, compositeur, arrangeur, né à Montréal au Québec en 1952, décédé en 2013.

## Description
La télévision lui commande une quantité remarquable de thèmes musicaux et autres musiques.
Il accompagne également plusieurs artistes sur disque. C'est à lui que François Dompierre confiera le privilège d'accompagner Félix Leclerc à la guitare dans sa version de La complainte du phoque en Alaska.

## Prix
Boursier du Conseil des Arts du Canada, il est reçu au Arranger’s Lab Institute de l’Université Eastman de Rochester/New-York. 1983
Hear Canada Singing : finaliste avec le parolier Luc Plamondon pour la chanson Le goût de vivre interprétée par la chanteuse Emmanuëlle.

## Télévision
Radio-Canada
- Télé-théâtre et variétés : L'Apocalypse, Loto-nomie, Fermer l'œil de la nuit, Scénario, Puzzle, Dancing Eros
- Jeunesse : Pop Citrouille, La Fricassée, Du soleil à cinq cents, Minute Moumoute, Virginie, Une fleur m'a dit, Les grands personnages de l'histoire, Les pèlerins, L'Évangile en papier, L'Église aux jeunes, La Bible aux jeunes
- Jeu Sprint : Film sur la Grèce
- Animation : Films d'animation pour les différents usages de la SRC.
- Magazine : La grande visite
- Documentaires : Différentes émissions à caractère politique, économique ou social: Sciences-réalités, Repères, etc.

Télé-Québec
- Jeunesse : Ciné-vacances – exercice de composition, live on camera
- Documentaire : Différents documentaires pour les télévisions francophones
- Télé-roman : Vivre à deux
- Variétés : Orchestration pour quatuor à cordes et chorale, spécial Noël 86 pour la chanteuse Fabienne Thibeault

Chaînes privées
- Magazine : La 50e avenue

## Films
- Aerospace Controler, Défense Nationale Canada 2006
- Mutations, film d’animation d’Anouk Préfontaine 2002
- Oh Lord, film d’animation d’Anouk Préfontaine 1999
- Les grands personnages de l'histoire, coproduction France, Belgique, Canada 1978
- Kébekio au pays de convoitise, Ministère de l'Éducation du Québec 1977

## Théâtre
- Dis-moi qu'y fait beau Méo, de Jacqueline Barrette, 1974
- Alcide le pharamineux, Conservatoire de théâtre de Montréal pour Monique Lepage, 1973
- Flatte ta bedaine Éphrème, de Jacqueline Barrette, 1973

## Production de disques
- Un cœur dans la lune, Yolande Parent - Étiquette Presqu'île
- J'm'appelle Nicole Lapointe, Isabelle Pierre - Étiquette Barclay